# Bernadette (cantante)
Bernadette, nacida Bernadette Kraakman, (Ámsterdam, 1 de marzo de 1959) es una cantante holandesa, conocida por su participación en el Festival de la Canción de Eurovisión 1983.  
Bernadette no era conocida cuando tomó parte en la selección holandesa para ir a Eurovisión en 1983, pero fue elegida la ganadora (por solo un punto) con la canción "Sing Me a Song", que a pesar del título en inglés se cantó en neerlandés. Participó en el Festival de la Canción de Eurovisión 1983, disputado en Múnich el 23 de abril, donde "Sing Me a Song" finalizó en la séptima posición de 20 participantes.
Tras su participación en el Festival de Eurovisión formó en 1986 el dúo "Double Trouble" con Ingrid Simons, que no obtuvo el éxito esperado, tras lo cual Bernadette se convirtió en vocalista haciendo los coros a artistas como Harry Slinger y Rob de Nijs.